# Julien Charles Louis Rheinwald
Pour les articles homonymes, voir Rheinwald (homonymie).
Julien Charles Louis Rheinwald, né le 22 janvier 1760 à Saint-Johann dans la principauté de Nassau-Sarrebruck et mort le 22 juin 1810 à Glogau en Pologne, est un général allemand de la Révolution et de l’Empire.

## Biographie
Il entre en service comme volontaire le 9 mai 1777, au régiment d’Anhalt, il fait avec ce régiment les campagnes de 1779 et de 1780, sur les côtes de l’Océan. Il passe fourrier le 11 décembre 1784, sergent-major le 27 janvier 1788 et adjudant le 1er janvier 1791. Le 7 décembre 1791, il devient lieutenant dans le régiment de Piémont et il se trouve à la prise de Spire le 30 septembre 1792, à celle de Worms le 5 octobre 1792 et à celle de Mayence le 21 octobre 1792. Il est nommé capitaine le 29 octobre 1792 et il est blessé d’un coup de sabre à la tête le 11 avril 1793, lors d’une sortie contre les assiégeants. Rheinwald sert ensuite à l’armée des Vosges, puis à celle du Rhin. Le 27 janvier 1794, il commande la place de Colmar.
Il est nommé adjudant-général chef de bataillon le 22 septembre 1794, puis adjudant-général chef de brigade le 16 mars 1795. Le 23 mars 1795, il devient chef d’état-major de la 1re division de l’armée de Rhin-et-Moselle, fonction qu'il assume aussi lors de la défense d’Huningue de novembre 1796 à février 1797. Le 9 mars 1798, il est chef d’état-major du général Schauenburg à l’armée d’Helvétie et est promu général de brigade le 30 mars 1799. Le 23 septembre 1801, il est mis en non-activité.
Rheinwald est remis en activité le 23 septembre 1802, dans la 5e division militaire, puis le 28 décembre 1803, il est employé dans la 7e division militaire. Fait chevalier de la Légion d’honneur le 11 décembre 1803, il est commandeur de l’ordre le 14 juin 1804. Le 11 septembre 1805, il passe à la Grande Armée et le 21 septembre 1805, il commande Spire, puis Stuttgart le 5 octobre 1806. En janvier 1807, il prend le commandement de la place de Brieg et il est créé baron de l’Empire le 2 février 1809. Le 22 février 1809, il commande la place de Glogau et il meurt d’une attaque d’apoplexie le 22 juin 1810 dans cette ville.

## Dotations
- Le 17 mars 1808, il est donataire d’une rente de 4 000 francs sur la Westphalie.

## Armoiries
| Figure | Nom du baron et blasonnement |
| ------ | --- |
|        | Armes du baron Julien Charles Louis Rheinwald et de l'Empire, décret du 19 mars 1808, lettres patentes du 2 février 1809, commandeur de la Légion d'honneur Coupé, le premier parti, d'argent au pal d'azur, chargé de trois étoiles du champ ; de gueules au signe des barons tirés de l'armée, le deuxième d'or à deux forêts de sinople entre lesquelles coule un fleuve d'argent - Livrées : bleu, jaune, rouge et verd ; le verd en bordure seulement. |

## Sources